# PPZR Grom

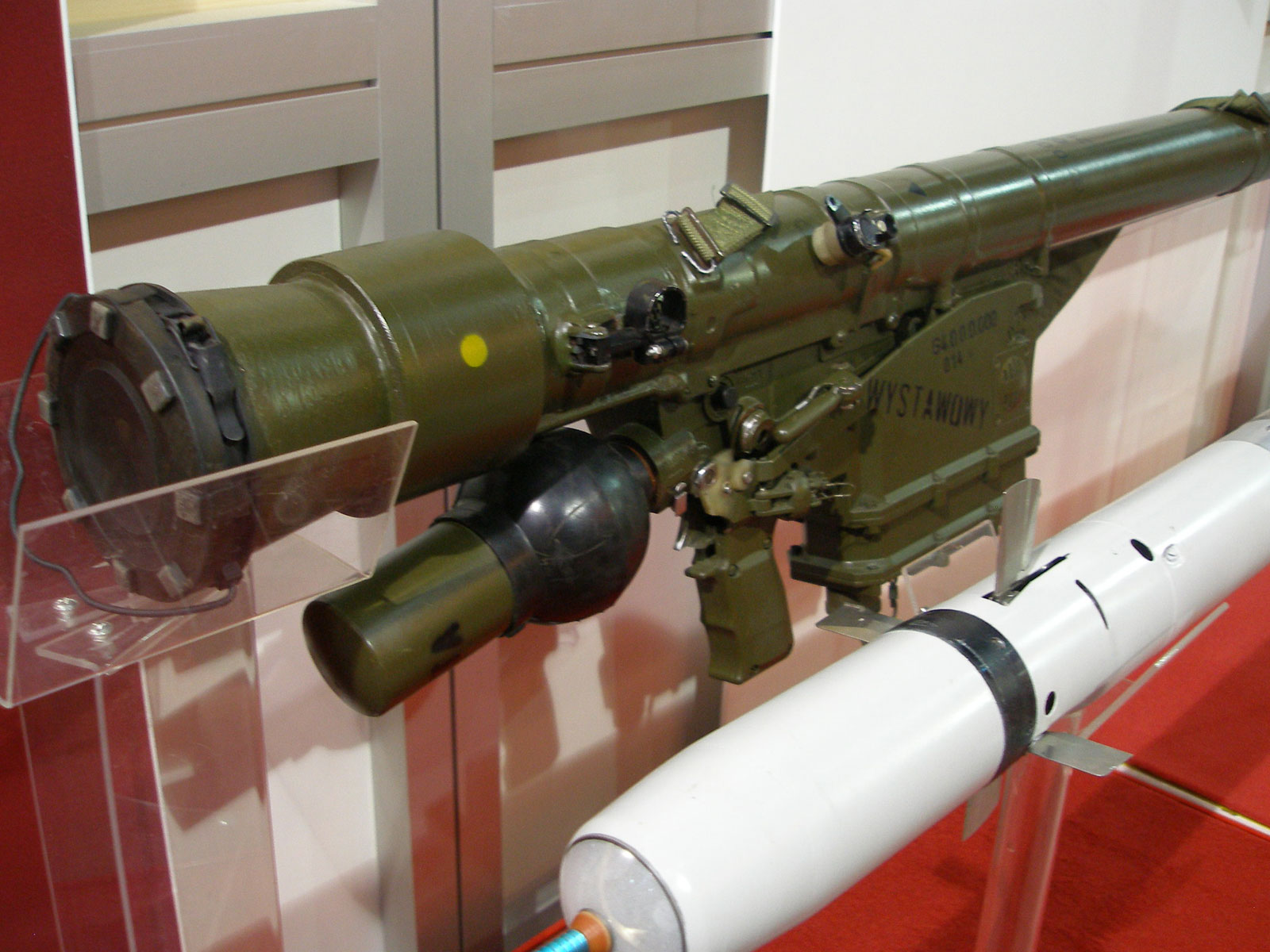
PZR Grom

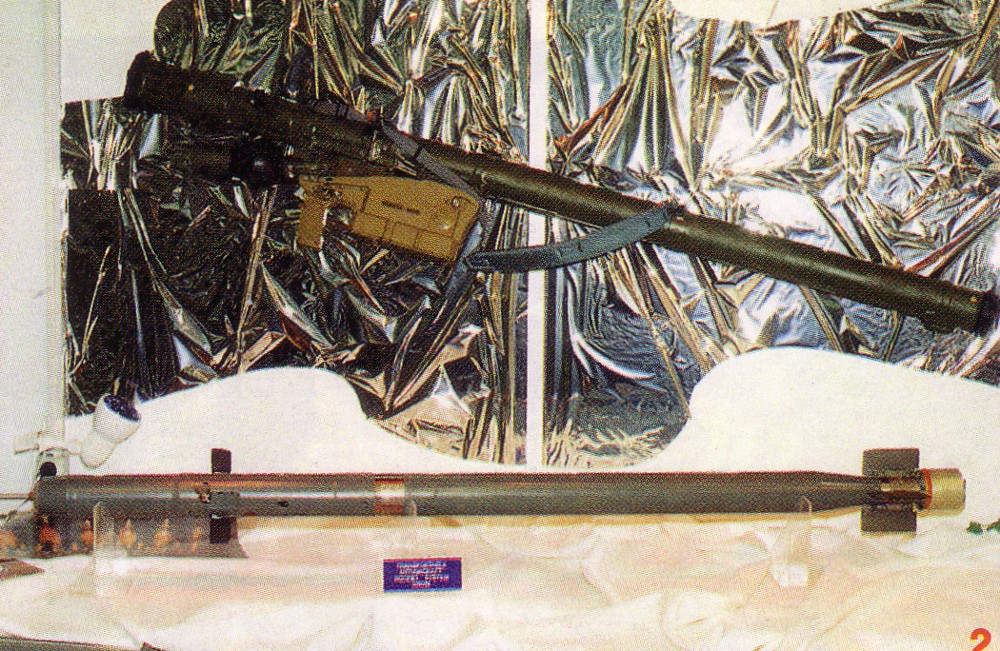
PZR Grom

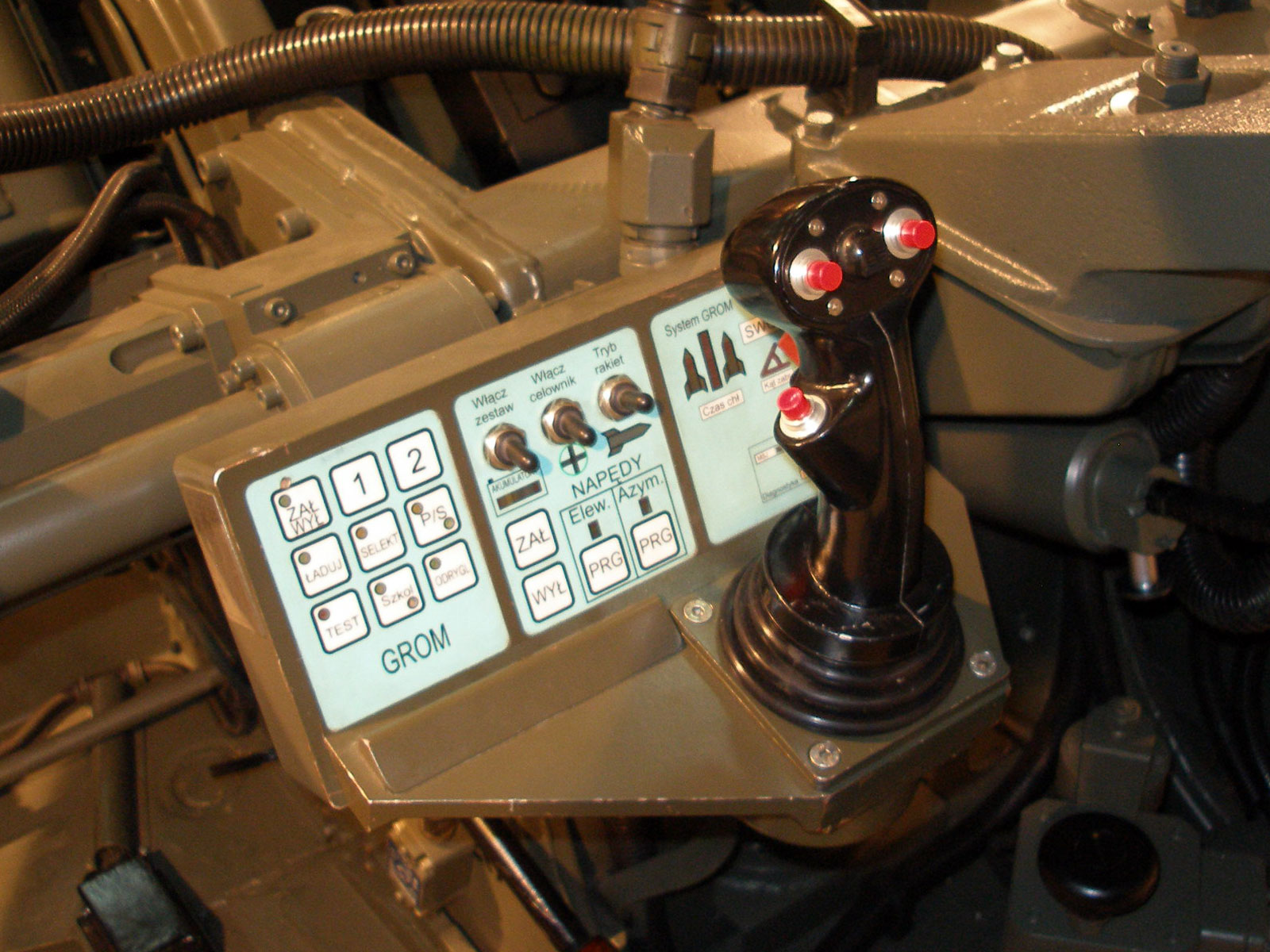
Pulpit sterowniczy PZR Grom na armacie przeciwlotniczej ZU-23-2

Przeciwlotniczy zestaw rakietowy Grom – przenośny przeciwlotniczy zestaw rakietowy produkcji polskiej przeznaczony do zwalczania nisko lecących statków powietrznych, samolotów i śmigłowców. W 1995 roku został przyjęty na stan uzbrojenia Sił Zbrojnych RP.

## Historia konstrukcji
Pierwsze pociski tej klasy – radzieckiej produkcji Strzały-2 (ozn. NATO SA-7 Grail) – weszły do uzbrojenia oddziałów OPL Wojska Polskiego na przełomie lat 60. i 70. XX wieku. Wkrótce uzupełniły je nowsze Strzały-2M (w uzbrojeniu od 1972), których licencyjną produkcję uruchomiono w połowie lat 70. w Zakładach Metalowych MESKO w Skarżysku Kamiennej i kontynuowano – także na eksport – do lat 80. (aczkolwiek bez głowic samonaprowadzania i silników, które były dostarczane z ZSRR).
Przeprowadzone w latach 80. analizy rozwoju środków napędu powietrznego jednoznacznie wskazywały, że niezbędne jest wprowadzenie do jednostek nowego zestawu tej kategorii, który cechowałby się większym zasięgiem i pułapem zwalczania celów, skróceniem czasu reakcji, możliwością zwalczania celów lecących z prędkością naddźwiękową tak z przedniej, jak i z tylnej półsfery oraz większą odpornością na stosowane coraz powszechniej zakłócenia (np. pułapki termiczne, stacje zakłóceń optoelektronicznych) – a więc większym prawdopodobieństwem trafienia. Wprowadzono wówczas do uzbrojenia niewielką liczbę zakupionych w ZSRR zestawów Igła-1 (ozn. NATO SA-16 Gimlet) oraz podjęto przygotowania do uruchomienia produkcji licencyjnej zestawu 9K310 Igła-1E w zakładach Mesko. Część jej dokumentacji i elementy do montażu pierwszej partii zostały zakupione przez Polskę, natomiast strona radziecka nie przekazała technologii wytwarzania głowic samonaprowadzających 9E45, silnika i mechanizmu startowego, które miały być dostarczane z ZSRR. Na skutek przemian ustrojowych na początku lat 90. zrezygnowano z uruchomienia produkcji pocisku wymagającego dostaw z ZSRR i zadecydowano o rozpoczęciu prac nad własnym, bardziej perspektywicznym pociskiem tej kategorii, korzystając z doświadczeń zdobytych podczas produkcji Strzał-2M oraz przygotowań do wdrożenia licencji Igły-1. Kluczowe znaczenie miało opanowanie przez krajowy przemysł technologii niezbędnych do opracowania i wyprodukowania nowoczesnego pocisku rakietowego, przede wszystkim w zakresie detektora głowicy samonaprowadzania oraz optoelektroniki koordynatora śledzącego, termicznych źródeł zasilania w energię elektryczną, montażu powierzchniowego układów scalonych wysokiej skali integracji, głowicy bojowej wraz z elementami inicjującymi oraz wysokoenergetycznych stałych materiałów pędnych dla silników rakietowych.
Prace te realizowano od końca 1992 roku, w kilku krajowych placówkach naukowo-badawczych (m.in. OBR Skarżysko, WAT, WITU), w ramach programu Nowoczesne technologie systemu obrony przeciwlotniczej Grom. Już w 1995 roku zestaw – w przejściowej wersji Grom-I, wykorzystującej jeszcze elementy importowane, w tym związane z głowicą samonaprowadzającą – został wdrożony do produkcji w ZM Mesko i w następnym roku przyjęty do uzbrojenia wojska. Jego układ naprowadzania był modyfikacją układu 9E410 z pocisku zestawu 9K38 Igła. Przez całe lata 90. trwały prace nad docelową, całkowicie polską wersją Grom (bez dodatkowej litery), które doprowadziły do jej wprowadzenia do produkcji seryjnej pod koniec lat 90. XX wieku. Po raz pierwszy zostały odpalone w sytuacji symulujące działania bojowe na ćwiczeniach Opal-98 w 1998 roku. W 2000 roku uruchomiono produkcję głowic samonaprowadzających Groma w spółce Telesystem-Mesko, a w 2002 roku rozpoczęto dostawy zestawów dla Wojska Polskiego.
Prowadzone są prace nad jego dalszym doskonaleniem i zastosowaniem w innych aplikacjach. Jest także od niedawna oferowany na eksport. Wraz z zestawem opracowano także stację kontrolno-pomiarową SKP-GROM, imitator celu powietrznego oraz zestaw urządzeń szkolno-treningowych, znacznie wspomagających proces eksploatacji zestawu i szkolenie obsług. Między innymi, w latach 2013-2017 zakupiono 380 pocisków. Do początku 2021 roku wyprodukowano ponad 2500 pocisków i ponad 750 mechanizmów startowych we wszystkich kompletacjach (także samobieżnych i artyleryjsko-rakietowych), a do grudnia tego roku 3000 pocisków.
W wyniku głębokiej modernizacji zestawu Grom powstał Przeciwlotniczy Zestaw Rakietowy Piorun (znany pod drugą nazwą jako Grom-M), posiadający między innymi większy zasięg rażenia celów, zwiększony zasięg wykrywania celów oraz wyższą odporność na zakłócenia. Dodatkowo zestaw może działać także w nocy.

## Budowa
Zestaw składa się z jednostopniowego pocisku rakietowego w jednorazowej wyrzutni rurowej, mechanizmu startowego oraz naziemnego bloku zasilania. Pocisk rakietowy napędzany jest silnikiem rakietowym na stały materiał pędny i wyposażony jest w układ samonaprowadzania na podczerwień. Fotodetektor wchodzący w skład układu śledzenia celu chłodzony jest ciekłym azotem. Zastosowane w układzie optycznym filtry pozwalają na wydzielanie właściwego celu z zakłóceń naturalnych i generowanych sztucznie.
Zestaw Grom może być dokompletowany urządzeniem rozpoznawczym „swój-obcy” typu IKZ-02 produkcji Radwaru, a operator może korzystać – poprzez terminal komputerowy i indywidualne środki łączności – z danych o sytuacji powietrznej, uzyskanych za pośrednictwem systemu automatyzacji dowodzenia pododdziałów przeciwlotniczych REGA. Działanie w każdych warunkach atmosferycznych oraz w nocy możliwe jest po założeniu celownika termowizyjnego.

## Użytkownicy
- Gruzja – dostarczono w 2008 roku 30 wyrzutni i 100 pocisków[2][7]
- Indonezja – 152 pociski do zestawów ZUR-23-2KG-I i Poprad systemu Kobra (od 2007 roku)[8]
- Japonia – 1 zestaw do testów[2][9]
- Litwa[2][10][9]
- Polska
- USA – 120 pocisków[11]

Inni użytkownicy
- Rosja – b/d (zdobyte w Gruzji)[12]

W 2012 roku Peru wybrało w przetargu polsko-izraelsko-amerykańską ofertę, obejmującą dostawę m.in. 50 wyrzutni i 150 pocisków Grom oraz sześciu pojazdów Poprad, a także izraelskich wyrzutni Spyder-SR, lecz brak jest informacji, żeby kontrakt ten został sfinalizowany.

## Użycie bojowe
Gruzja używała pocisków Grom w wojnie z Rosją w Osetii Południowej w 2008. Według strony gruzińskiej, trafiono za ich pomocą 9 samolotów lub śmigłowców. Analiza 16 wyrzutni wskazała, że odpalono za ich pomocą 15 rakiet, z tego 13 odpaleń było prawidłowych umożliwiających zestrzelenie (ponadto, w dalszych 21 przypadkach nie doszło do odpalenia z powodów błędów operatorów).

## Inne zastosowania
Rakiety Grom mogą występować także jako zasadniczy lub uzupełniający środek ogniowy zestawów artyleryjsko-rakietowych ZUR-23-2KG, w samobieżnym zestawie rakietowym Poprad oraz zmodernizowanym samobieżnym zestawie artyleryjsko-rakietowym ZSU-23-4MP Biała. Wyrzutnie przenośne mogą być wykorzystywane także jako środek obrony okrętów, można je także zainstalować na zmodernizowanych morskich zestawach artyleryjsko-rakietowych Wróbel-II. Możliwe jest także opracowanie wersji lotniczej, przeznaczonej do samoobrony śmigłowców i samolotów lekkich.

## Dodatkowe informacje
| Obsługa | 1 żołnierz       |
| Masa zestawu | 16,5 kg          |
| Masa pocisku | 10,5 kg          |
| Masa głowicy bojowej | 1,35 kg          |
| Długość pocisku | 1686 mm          |
| Prędkość lotu celu: oddalającego się zbliżającego się                                                                       | >400 m/s 360 m/s |
| Prawdopodobieństwo zniszczenia celu (myśliwiec odrzutowy) pojedynczą rakietą z tylnej półsfery: bez zakłóceń z zakłóceniami | >0,6 0,5         |
| Czas przejścia z poł. marszowego do bojowego                                                                                | maks. 15 s       |
| Czas samodestrukcji | 14-17.5s         |